# Penny Sparke
Penny Sparke, née en 1948 à Londres, est une écrivaine britannique dont les œuvres s'intéressent généralement au design. Entre 1967 et 1974, elle étudie la littérature française à l'Université du Sussex avant de compléter sa formation par un philosophiæ doctor (PhD) d'histoire du design.
Elle enseigne l'histoire du design à l'Université de Brighton jusqu'en 1982 puis à la Royal College of Art à Londres entre 1982 et 1999[réf. nécessaire].